# Freudian Slip Productions
Freudian Slip Productions är en svensk humorgrupp med Gustav Bennegård och Martin Arnell som sedan 2012 bland annat publicerar sketcher på Youtube och har skapat flera virala succéer.

## Prisvinster och nomineringar
Freudian Slip Productions vann Barncancergalan – det svenska humorpriset 2021 i kategorin "Årets humorklipp", och de nominerades i den kategorin 2017, 2018, 2019 och 2020.

## Kommersiella uppdrag
Akademikerförbundet Jusek samarbetade 2018 med Freudian Slip Productions och med Bonnier News som mediepartner i en kampanj för att värva studenter som medlemmar till Jusek.

## Produktioner i urval
- Axis and Allies
- Bruksortsdejt
- Nazist söker fru
- Nazist söker fru – vad hände sen?
- Svensk familj börjar med hederskultur
- Porrspelet
- Coronakriget
- Aspergerförbundet
- Våren på SVT